# Глиннівський заказник
Гли́ннівський зака́зник — ботанічний заказник місцевого значення в Україні. Розташований у межах Сарненського району Рівненської области, на захід від села Глинне.
Площа 2130 га.
Статус надано згідно з рішенням Рівненського облвиконкому від 01.07.1980 року № 246 (зі змінами рішенням Рівненського облвиконкому від 22.11.1983 року № 343). Перебуває у віданні ДП «Рокитнівський лісгосп» (Глинівське л-во, кв. 12, 13, 21-23, 30-33, 42-45, 48-51, 56, 57).
Статус надано з метою збереження лісо-болотного природного комплексу. Зростають сосново-березові малопродуктивні насадження, поширена цінна лікарська рослина — журавлина болотна.